# كارولين برونيه
كارولين برونيه هي كاياكيرة كندية، ولدت في 20 مارس 1969 في مدينة كيبك في كندا.

## وصلات خارجية
- كارولين برونيه على موقع اللجنة الأولمبية الدولية (الإنجليزية)
- كارولين برونيه على موقع أوليمبيديا (الإنجليزية)
- كارولين برونيه على موقع اللجنة الأولمبية الكندية (الإنجليزية)
- كارولين برونيه على موقع قاعة كندا للمشاهير الرياضية (الإنجليزية)
- كارولين برونيه على موقع قاعة كيبيك للمشاهير الرياضية (الفرنسية)